# Szepesi György (sportriporter)
Szepesi György, született Friedländer (Budapest, 1922. február 5. – Budapest, 2018. július 25.) magyar rádiós sportkommentátor, „az Aranycsapat tizenkettedik játékosa”, 1982–1994 között a FIFA vezető testületének tagja, aki annak 2012-es budapesti kongresszusán a szervezet legrangosabb kitüntetését, a FIFA Érdemrendet vehette át.

## Életpályája
Friedländer Miklós és Rajkovits Irén gyermekeként született. Később, 10-11 éves korában családjával Angyalföld és Újpest határára költözött. Édesapja Szepesváralján született, ő ezért vette fel a Szepesi nevet. 1944-ben Szepesi Ukrajnában és Kelet-Magyarországon, apja Budapesten volt munkaszolgálatos, majd a buchenwaldi koncentrációs táborban halt meg.
Az angyalföldi grundokon került legelőször kapcsolatba a futballal. Mint majd minden fiúgyermek, nagy focista szeretett volna lenni. Későbbi vallomásaiból megtudhatjuk, már akkoriban belátta, hogy kortársai ez irányú tehetsége jóval felülmúlja az övét. Megemlít pár nevet – például Puskás Ferenc, Szusza Ferenc –, akik szerinte korának legnagyobbjai voltak. Baráti kapcsolata ezen személyekkel még 60 év után is igen intenzív volt.
1945-től lett a Magyar Rádió munkatársa. 1946-tól kezdett lapokban publikálni. 1951–54 között a Testnevelési Főiskola hallgatója volt. Az 1956-os forradalom kitörése utáni napokban rádióműsoraiban fegyverletételre biztatta a forradalmárokat. 1958-ban és 1960-ban a Magyar Testnevelési és Sport Tanács (MTST) tagjának nevezték ki. 1963 decemberétől a Magyar Testnevelési és Sportszövetség országos tanácsának tagja lett. 1967–75 között a Magyar Rádió szakszervezeti bizottságának elnöke volt. 1975–78 között bonni tudósítóként dolgozott. 1979–86 között az MLSZ elnöke volt. 1981–92 között a szórakoztató és sportfőosztály osztályvezetője volt. 1982–94 között a FIFA vezető testületének tagja volt. 1996–97-ben a Magyar Rádió Közalapítvány kuratóriumának elnökségi tagja volt.

## Stílusa
Jó szívvel felismerte mások talentumát, és úgy döntött, hogy ő a pálya széléről, nem pedig a pályáról próbálja meg előrevinni a magyar sportot. Első szerelme, a futball mellett más sportágakat is kedvelt, és a sport majdnem minden téren jelen volt életében. Legendás közvetítései hallgatók millióinak szereztek mérhetetlenül nagy örömöt. Mindenhol jelen volt, ahol a magyar sportsikerek felbukkantak. Egyedi lelkesedése, sajátos közvetítési stílusa kiemelte a többiek közül. Egy beszélgetés során megkérdezték tőle, hogy miért nem észlelhető már a régi idők szívből fakadó közvetítése napjainkban. Így felelt: „Ma a legtöbb riporter nem hivatásként éli meg és végzi a munkáját, hanem kenyérkeresetként, és ez bizony érződik.”

## Leghíresebb pillanatok
Minden bizonnyal rádiós közvetítőmunkájának legemlékezetesebb pillanata az „évszázad mérkőzése” volt. Bátran mondhatjuk, hogy az akkori angol–magyar mérkőzés ideje alatt ő volt a tizenkettedik játékos, hisz lelkes, szívből fakadó közvetítése hozzájárult az Aranycsapat történelmi győzelméhez. Mindig közel állt a csapathoz, győzelmekkor együtt ünnepelt, vesztes mérkőzések után pedig együtt sírt Puskásékkal. A következő idézetből megismerhetjük, mennyire tisztelte a magyar sportot, illetve a sportolókat: „Mikor például Gyarmati Dezső gólt dobott, tehát a bal kezéről a hálóba került a labda, úgy beszéltem erről – azt súgtam a mikrofonba – hogy ilyen bal kéz nincs már több a világon, ez olyan, mint Puskás bal lába. Vagyis ez a hasonlat azt jelentette, hogy én nem magamat emeltem Gyarmati mellé – tehát nem azt mondtam, hogy én még ilyen dobást nem láttam – hanem egy másik világklasszis játékost, Puskás Öcsit, pontosabban annak is a bal lábát. Sokszor láttam Gyarmati kezét, tudtam, mit tud az a kéz. Az Öcsi bal lábát pedig százszor, ezerszer láttam az öltözőben, ahogy féltették, ahogy masszírozták, ahogy a világbajnokságokon két orvos, három orvos is körülállta.” És ennek a hatalmas tiszteletnek és elismerésnek megtudhatjuk a forrását is: „aki nem érezte a kispályák öltözői levegőjét, aki nem mosdott lavórban – én most a harmincas, negyvenes évek környékéről beszélek – aki nem tudta, milyen az a kérges cipő, vagy fűzős labda, az nem is érezhette és nem is érthette azt, ami a pályán a fiúkkal történik. Az nem is tudta közvetíteni azt a hangulatot.”

## A magyar sportéletre gyakorolt befolyása
A Nemzeti Sport szerint ő volt „az Aranycsapat tizenkettedik játékosa”. Minden idők legnagyobb sportbemondójának tartják, akinek a rádióközvetítéseit használták fel a televíziós közvetítésekhez is: alámásolták a hangját, a kép és a hang pedig tökéletesen megegyezett. Emellett a magyarországi televíziózás kezdetén a nézőknek is szokásuk volt, hogy ha a televízió és rádió ugyanazt a mérkőzést közvetítette, lehalkították a tévét, és Szepesi rádióközvetítését hallgatták hozzá, mert így élvezetesebb volt a mérkőzés.

## Halála és búcsúztatása
2018. július 25-én virradóra, 96 éves korában rövid szenvedés után elhunyt Szepesi György. A Magyar Labdarúgó-szövetség (MLSZ) saját halottjának tekinti legszenvedélyesebb sporttársát. Gianni Infantino, a FIFA elnöke Csányi Sándornak, az MLSZ elnökének és a FIFA alelnökének címzett levélben együttérzését fejezte ki a Magyar Labdarúgó-szövetségnek és mindenekelőtt Szepesi György hozzátartozóinak.
Szepesi Györgyöt családjával egyetértésben augusztus 15-én 11 órától a Farkasréti temetőben helyezték örök nyugalomra.

## Díjai, elismerései
- Szocialista Munkáért érdemérem (1953)[18]
- Rózsa Ferenc-díj (1963)
- SZOT-díj (1969)
- Gerevich-díj
- Egon Erwin Kisch-díj (1995)
- A Magyar Érdemrend tisztikeresztje (1995)
- A NOB Olimpiai Érdemrend ezüst fokozata (1995)
- Orth György-díj (1996)
- XIII. kerület díszpolgára (1997)
- Aranytoll (1999)
- Gerevich Aladár-emlékérem (2000)
- Joseph Pulitzer-emlékdíj (2002)
- Radnóti Miklós antirasszista díj (2003)
- Prima Primissima díj (2004)
- Budapest díszpolgára (2005)
- A Magyar Köztársasági Érdemrend középkeresztje, polgári tagozat (2005) – példaértékű, méltán népszerű, sajátos hangvételű rádiós és sportriporteri életműve elismeréseként
- Kodály Zoltán-díj (2007)
- Fair Play Életmű-díj (2011)[19]
- A Nemzeti Sportszövetség Életműdíja (2011)
- A Magyar Sportsajtó Halhatatlanja (2012)[20]
- Közéleti-díj (2012) – az MSZP nőtagozatától a nők közéleti szereplésének támogatásáért[21]
- MOB-médiadíj különdíj (2012)[22]
- 2012. május 24-én Budapesten a FIFA konferencián az úgynevezett FIFA-érdemrendet vehette át - a szervezet legrangosabb elismerését minden évben a hat kontinentális konföderáció és a FIFA egy-egy jelöltje veheti át - Joseph Blatter FIFA-elnök és Jerome Valcke FIFA-főtitkártól.[23]
- Szabad Sajtó-díj (2012)
- A Magyar Labdarúgó Szövetség Életműdíja (2016)[24]

## Ügynökmúltja
Az Élet és Irodalomban Paul Lendvai közölt egy cikket arról, hogy Szepesi György az ötvenes és hatvanas években a titkosszolgálat (később a III/II, majd III/III csoportfőnökség) ügynöke volt „Galambos” fedőnéven.
Beszervezése 1950-ben történt. Tartótisztje a későbbiekben személyesen Harangozó Szilveszter állambiztonsági főcsoportfőnök volt. Ezeket az állításokat Takács Tibor történész Szoros emberfogás című könyvében 2014-ben megerősítette.

## Művei
- Civil a pályán (társszerző, 1951)
- Az évszázad mérkőzése 6:3. Szepesi György, Lukács László elmondja a londoni győzelem történetét; Ifjúsági, Bp., 1953
- 25 sportoló elmondja...; szerk. Szepesi György, Lukács László; Magyarok Világszövetsége, Bp., 1954
- Négyszemközt négy olimpiával Londontól Rómáig (Lukács Lászlóval, 1959)
- Római riport (Lukács Lászlóval, 1961)
- Szepesi György–Tabák Endre: Chiléből jelentjük... Beszámoló a 7. labdarugó-világbajnokságról; Sport, Bp., 1962
- Gól! Góóóól! 2000 gól! Riportkönyv; bev. Barcs Sándor; Sport, Bp., 1963 (Színes sportkönyvtár)
- Rejtő László–Lukács László–Szepesi György: Felejthetetlen 90 percek. A magyar labdarúgó-válogatott 400 mérkőzése; Sport, Bp., 1964
- Szerelmünk a mikrofon (Pluhár Istvánnal, 1967)
- Tizenegyes! (1967) (társszerző)
- Hungarian Football Rhapsody (1968)
- Rejtő László–Lukács László–Szepesi György: Felejthetetlen 90 percek. A magyar labdarúgó-válogatott 477 mérkőzése; 2. jav., bőv. kiad.; Sport, Bp., 1974
- Lukács László–Szepesi György: 100+1. A magyar olimpiai aranyérmek története. 1896–1972; Sport, Bp., 1976
- Rejtő László–Lukács László–Szepesi György: Felejthetetlen 90 percek. A magyar labdarúgó-válogatott túl az 500. mérkőzésen; 3., jav. kiad.; Sport, Bp., 1977
- Lukács László–Szepesi György: 112. A magyar olimpiai aranyérmek története. 1896–1980; 2. bőv. kiad.; Sport, Bp., 1980
- Sportmikrofon, 1925–1948; TK, Bp., 1982 (Membrán könyvek)
- Die FIFA Story 1904–1954. In ungarischem Spiegel (1989)
- Lukács László–Szepesi György: A magyar olimpiai aranyérmek története, 1896–1992; függelék összeáll. Gy. Papp László; 3. bőv. kiad.; Sport, Bp., 1992
- Búcsú a mikrofontól (1998)
- Magyar olimpiai bajnokok 1896–1996 (Lukács Lászlóval és Hegyi Ivánnal, 2000)
- 6:3. Az "évszázad mérkőzése" 50. évfordulója tiszteletére. Magyarország – Anglia válogatott labdarúgó mérkőzés, 1953. november 25. Szepesi György eredeti hangfelvétele alapján írta Horváth Antal; Horváth Antal, Bp., 2003

## Emlékezete
- Alakja felbukkan (említés szintjén) Kondor Vilmos magyar író Budapest novemberben című bűnügyi regényében.
- Több magyar filmben, amikor olyan jelenet van, ahol rádióból hallatszik sportmérkőzés közvetítése, ott ő szerepel háttérhangként.[forrás?]
- Emléktáblája Budapesten a Váci út 97-ben. (2019)[27]
- Szobra áll Budapest XIII. kerületében, a Hajdú utcában. (2022)[28]